# Cebrio biskrensis
Cebrio biskrensis is een keversoort uit de familie Cebrionidae. De wetenschappelijke naam van de soort is voor het eerst geldig gepubliceerd in 1876 door Fairmaire.